# Mireia Gabilondo
Mireia Gabilondo Garitaonandia (Vergara, Guipúzcoa, 1965) es diplomada en la escuela "Antzerti" del Servicio de Arte Dramático del Gobierno Vasco. Es miembro de las productoras Tanttaka teatroa y Tentazioa. Con amplia experiencia en el mundo de la dirección y la interpretación, es una de las figuras más destacadas de las artes escénicas en el País Vasco, donde ha cosechado un gran éxito en teatro, danza, cine y televisión. 

## Biografía
En 1983, junto al actor y director Fernando Bernués y el actor Kike Díaz de Rada, el grupo de teatro donostiarra Tantaka ha llevado al escenario varios espectáculos en euskera, castellano y catalán. Ha recibido varios premios, entre ellos el Max 2014.
Ha trabajado principalmente para televisión, para producciones en euskera de ETB (Jaun ta jabe, Ertzainak, Martin, o Altsasu, entre otros), como actriz, guionista y directora. Sin embargo, en los últimos años ha dado el salto al cine dirigiendo dos largometrajes (Kutsidazu bidea, Ixabel y amaren eskuak), adaptaciones de dos obras conocidas de la literatura vasca. Asimismo, ha participado como directora en el destacado documental "ventanas hacia el interior".
En el teatro destaca como intérprete en Sisiforen paperak- Los papeles de Sisifo, Utzi zuk mezua seinalearen ondoren- Deja el mensaje después de la señal, Giltzadun etxea, Muxua, Barealdi magikoa- La calma mágica y Soinujolearen semea- El hijo del acordeonista, entre otros.
Y también en teatro, pero en labores de dirección, entre sus últimos montajes se encuentran el Viaje de las Américas, Gauekoak (Kukai), Argiaren hautsa o Erlauntza-enjambre. Cabe destacar también las obras de teatro El Florido Pensil y El Florido Pensil neskak, dirigidas junto a Fernando Bernués.
Está casada con el también actor y director Fernando Bernués.

## Trayectoria profesional
Es diplomada en la Escuela del Servicio de Arte de Dramático del Gobierno Vasco "Antzerti".  En 1983 fundó junto al también actor y director Fernando Bernués y el actor Kike Díaz de Rada la compañía de teatro donostiarra Tanttaka, un grupo que ha llevado al escenario numerosos espectáculos en euskera, castellano y catalán y que ha recibido diversos galardones entre ellos el Premio Max a la Mejor Empresa Privada en 2014.
Empezó en el teatro en 1987 con la obra Ondoloin dirigida por Fernando Bernués.
En 1997 codirigió la adaptación teatral de El florido pensil basada en el libro homónimo de Andrés Sopeña que recrea las vivencias de unos niños en la escuela franquista. Ese mismo año, 1997 trabajó como actriz en la película Todo está oscuro dirigida por Ana Díez.
En 1998 fue cofundadora de la productora de Tentazioa (La Tentación).
En 2004 participa como actriz en la serie de televisión Martín. En 2005 fue directora y guionista de Girando a Oteiza (Otehitzari biraka) un espectáculo en torno al universo de Jorge Oteiza su vida y su pensamiento con la compañía Tanttaka y Kukai, Compañía de Danza
En 2006 fue codirectora junto a Fernando Bernués, coguionista y actriz de la película Enséñame el camino, Isabel una comedia protagonizada por un joven de San Sebastián que decide pasar el verano en un caserío perdido en el monte para mejorar su nivel de euskera.
En 2007 estrenó en teatro Mujeres en sus camas (Emakumeak izaraapean) de la que fue coautora junto a Lurdes Bañuelos y que ella dirigió sobre la sexualidad de cinco mujeres de distintas edades y condición sexual.
En 2009 dirige Hnuy illa un montaje que fusiona poemas del escritor Joseba Sarrionandia con pasajes de danza tradicional vasca y músicas creadas por Jon Maia e Iñaki Salvador.
En 2010 dirige y participa como actriz en la película Operación Comète un drama bélico que transcurre durante la Segunda Guerra Mundial en un pueblo de los Pirineos fronterizo con Francia, Navarra y Guipúzcoa donde Irene Solaguren recibe la propuesta de participar en una asociación clandestina en la red "Cometté" que tiene como objetivo que los aviadores británicos abatidos por Alemania se recuperen y regresen a Inglaterra.
En 2012 participó como codirectora y coguionista en el documental Ventanas en el Interior (Barrura begiratzeko leihoak) junto a Josu Martínez, Eneko Olasagasti, Enara Goikoetxea y Txaber Larreategi en el que se narran cinco historias de presos de ETA con la perspectiva humana, cuya emisión en octubre de 2015 en Euskal Telebista generó polémica por, según algunos partidos, mostrar a los reclusos como víctimas. Mireia Gabilondo eligió la historia de Gotzone López de Luzuriaga, enferma de cáncer que debe afrontarlo en la cárcel. Una historia narrada a partir de conversaciones grabadas por su madre cintas magnetofónicas.
En 2013 estrenó en el Festival Internacional de Cine de San Sebastián su primer largometraje de ficción en solitario: Las manos de mi madre sobre la relación de una madre y una hija a través de la enfermedad que atraviesa la primera basado en la novela de Karmele Jaio.
En 2014 participó como actriz en la obra La calma mágica coproducida por el Centro Dramático Nacional y Tanttaka y dirigida por su autor Alfredo Sanzol.
En junio de 2015 estrenó Muxua con la compañía Tanttaka una narración contra la homofobia.
En septiembre de 2015 participó en la inauguración y clausura de la 63 Gala del Festival de San Sebastián junto a Cayetana Guillén-Cuervo.

## Filmografía

### Cine y televisión
- Bi eta bat (1990). Serie. Actriz
- Amaren etxea (1994). Serie. Actriz
- Jaun ta Jabe (1997). Actriz
- Maité (1998) – Serie. Guionista
- Ertzainak (1999) – Serie. Actriz
- Ez gaude konforme (2000) Tira cómica. Guionista y Directora
- Martin (2003-2008) - Serie. Actriz y guionista
- Kutsidazu Bidea Ixabel (Enséñame el camino, Isabel)  (2005) – Largometraje y 4 cap. T.V. Directora y actriz
- Mi querido Klikowsky  (2005-2009) Sitcom. Directora y actriz
- Mugaldekoak (Operación Cométe) (2010) -  Largometraje y 12 cap. T.V. Directora y actriz
- Ventanas en el interior (Barrura begiratzeko leihoak) (2012) largometraje documental. Codirectora y coguionista
- Amaren eskuak (Las manos de mi madre)  (2013) - Largometraje. Directora
- Soinujolearen semea(2018) – Largometraje. Actriz
- Gure oroitzapenak (2018) – Película colectiva. Codirectora
- Colmena - Enjambre (2020) – Largometraje. Directora
- Altsasu (2020) - Serie. Actriz.

#### Teatro (actriz)
- Agur Eire Agur (1988) Director: Pere Planella.
- Kontuz Maite Zaitut(1990) Director: Fernando Bernués.
- La cacatúa verde (1993) Director: Mario Gas.
- Todas culpables(1995) Director: Pere Sagristá.
- No es tan fácil (2000) Dirección: Fernando Bernués y Carlos Zabala.
- Nacidos culpables (2001) Dirección: Carles Alfaro y Joaquim Candelas. "Agur Eire Agur" (1988) Director: Pere Planella.
- El hijo del acordeonista (2013) Director: Fernando Bernués.
- Zazpi Aldiz Elur, Mikel Laboa elurretan (2014) Tanttaka. Dirección: Mireia Gabilondo.
- Barealdi magikoa - La calma mágica(2014) Director: Alfredo Sanzol.
- Muxua -"Un beso" (2015) Tanttaka. Director: Fernando Bernués.
- Giltzadun etxea - La Casa de la llave (2017) Tanttaka: Fernando Bernués.
- Utzi zuk mezua seinalearen ondoren - Deje su mensaje después de la señal (2019): Fernando Bernués
- Sisiforen paperak – "Los papeles de Sísifo" (2020): Fernando Bernués.

##### Teatro (directora)
- El florido Pensil (1996) Dirección: Fernando Bernués y Mireia Gabilondo.
- El porqué de las cosas (2000) Dirección: Fernando Bernués y Mireia Gabilondo.
- 1937 Gogoaren bidezidorretatik (2002) Kukai/Tanttaka. Guion y Dirección.
- Otehitzari biraka(2005) Coproducción Kukai/Tanttaka. Guion y Dirección.
- Mujeres en sus camas – "Emakumeak izarapean" (2006) Guía y Dirección.
- Hnuy Illa (2008) Guía y Dirección.
- Hostoak (2011). Dirección.
- Komunikazioa Inkomunikazioa (2012) Kukai/Tanttaka. Autora y Dirección.
- Zazpi Aldiz Elur, Mikel Laboa elurretan (2014) Tanttaka. Dirección.
- Hazipenen pozak (2015) Kukai/Tanttaka. Dirección.
- Sin adiós (2016) DSS2016 Capital Europea de la Cultura. Dirección.
- El florido Pensil neskak (2016) Dirección: Fernando Bernués y Mireia Gabilondo.
- Azken trena Treblinkara (2016) vaivén. Dirección.
- Zuhainpeko soinuak (2017) Syntorama. Dirección.
- Strip-tease (2017) Loraldia. Dirección.
- HIRU emakume (2018) Teatro Arriaga. Dirección.
- Erlauntza (2018) vaivén. Dirección.
- Polvo de luz (2018) vaivén. Dirección.
- Píldora creativa (2019) Bioef. Creación y Dirección.
- El Sirviente (2019) Seda/Tanttaka/La Cabaña Argentina. Dirección.
- Gauekoak (2019): Kukai. Dirección.
- Hnuy Illa (2020): Kukai-Tanttaka. Dirección.
- Viaje a América (2021). Dirección.

## Premios
2007: gana el Premio Donostia de Teatro con la obra Emakumeak izarapean. Gabilondo fue la guionista y directora de la obra, y los actores fueron: Pilar Rodríguez, Teresa Calo, Sara Cózar, Beatriz Martínez de Antoñana, Aitziber Garmendia y Asier Hernández.